# The Taming of the Shrew (1908)
The Taming of the Shrew is een Amerikaanse stomme film uit 1908 onder regie van D. W. Griffith, gebaseerd op het gelijknamige toneelstuk van William Shakespeare.

## Rolverdeling
| Acteur            | Personage |
| ----------------- | --------- |
| Florence Lawrence |           |
| Arthur V. Johnson | Petruchio |
| Linda Arvidson    | Bianca    |
| Harry Solter      |           |
| Charles Avery     |           |
| William J. Butler |           |
| Gene Gauntier     |           |
| George Gebhardt   |           |
| Guy Hedlund       |           |
| Charles Inslee    |           |
| Wilfred Lucas     |           |
| Jeanie Macpherson |           |
| Charles Moler     |           |
| Mack Sennett      |           |